# Gare d'Ikeda
La gare d'Ikeda (池田駅, Ikeda-eki) est une gare située à Ikeda, dans la préfecture d'Osaka au Japon. Elle est exploitée par la compagnie Hankyu.

## Situation ferroviaire
La gare d'Ikeda est située au point kilométrique (PK) 15,9 de la ligne Hankyu Takarazuka.

## Histoire
La gare d'Ikeda a été inaugurée le 10 mars 1910.

## Service des voyageurs

### Accueil
La gare dispose d'un bâtiment voyageurs, avec guichets, ouvert tous les jours.

### Desserte
- Ligne Hankyu Takarazuka :
  - voie 1 : direction Takarazuka
  - voie 2 : direction Jūsō et Osaka-Umeda

| «                            | « |                                                             | » | »                           |
| ---------------------------- | - | ----------------------------------------------------------- | - | --------------------------- |
| Ishibashi handai-mae (HK-48) |   | Local                                                       |   | Kawanishi-noseguchi (HK-50) |
| Ishibashi handai-mae (HK-48) |   | Semi-express                                                |   | Kawanishi-Noseguchi (HK-50) |
| Ishibashi handai-mae (HK-48) |   | Express                                                     |   | Kawanishi-Noseguchi (HK-50) |
| Ishibashi handai-mae (HK-48) |   | Commuter Limited Express (direction Osaka-Umeda uniquement) |   | Kawanishi-Noseguchi (HK-50) |
| Ishibashi handai-mae (HK-48) |   | Limited Express                                             |   | Kawanishi-Noseguchi (HK-50) |

## À proximité
La gare dessert notamment le musée des Beaux-Arts Itsuō et le musée Momofuku Ando.